# Nunataki Bazhova
Die Nunataki Bazhova (englische Transkription von russisch Нунатаки Бажова Nunataki Baschowa) sind eine Gruppe von Nunatakkern im ostantarktischen Coatsland. Sie ragen in der Shackleton Range auf.
Russische Wissenschaftler benannten sie. Der weitere Benennungshintergrund ist nicht hinterlegt.